# Üdülőhajó

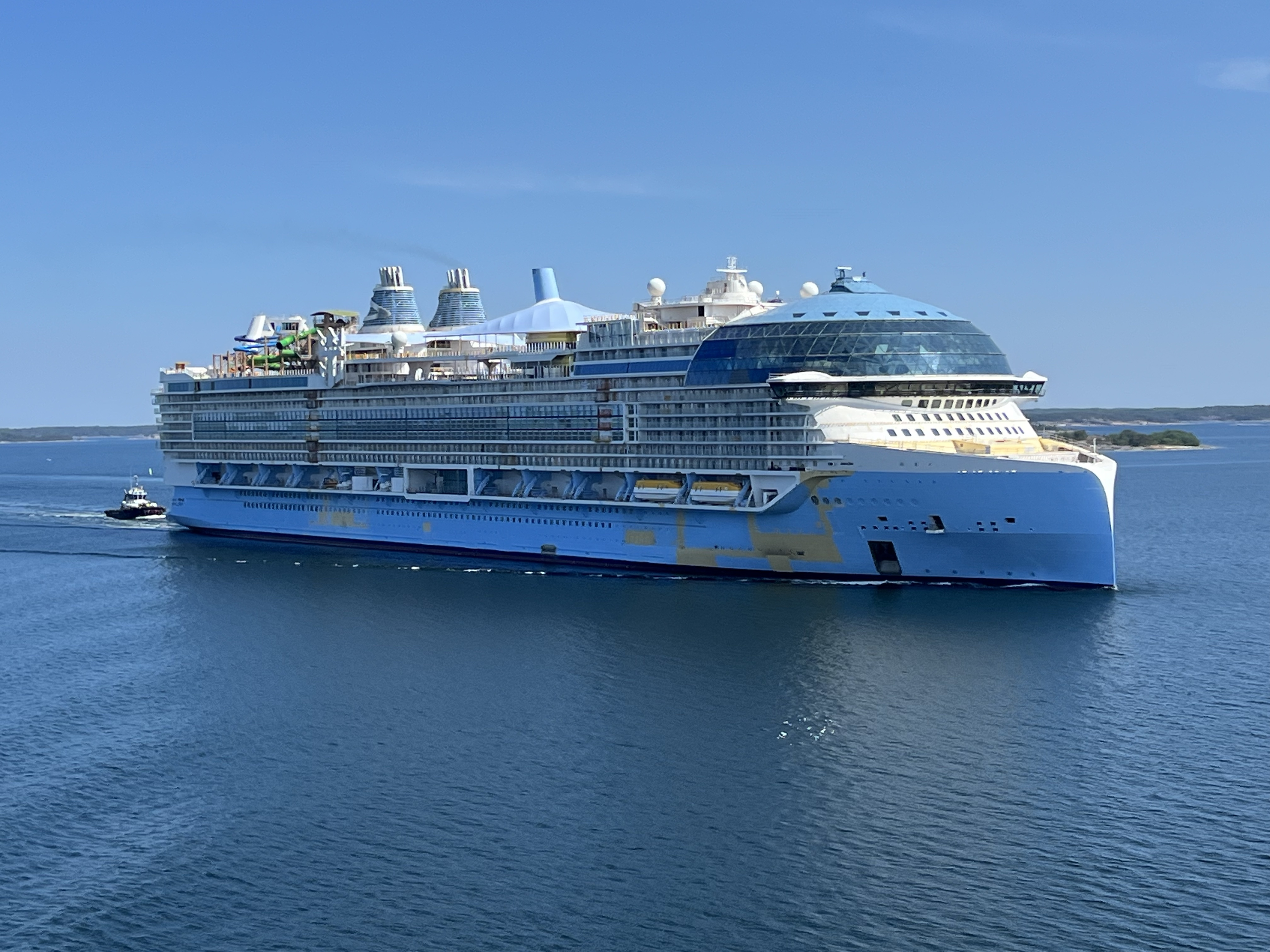
A 2022-ben vízre bocsátott Icon of the Seas, a világ legnagyobb hajója

Az üdülőhajó (angolul: cruise ship) olyan hajótípus, melyet világszerte használnak utasok szállítására. Az üdülőhajó célja elsősorban nem a transzportálás és a hivatásforgalom, hanem a szórakoztatás és a különböző látványosságok bemutatása. Egy rövidebb utazás általában 2-3, míg egy hosszabb akár 20 éjszaka is lehet. 2011-ben a világ üdülőhajói több mint 19 millió utast szállítottak, ez több mint 29,4 milliárd dollárnyi bevételt jelent.
Az első üdülőhajó az 1900-ban épített német Prinzessin Victoria Luise hajó volt.

## Híres üdülőhajók

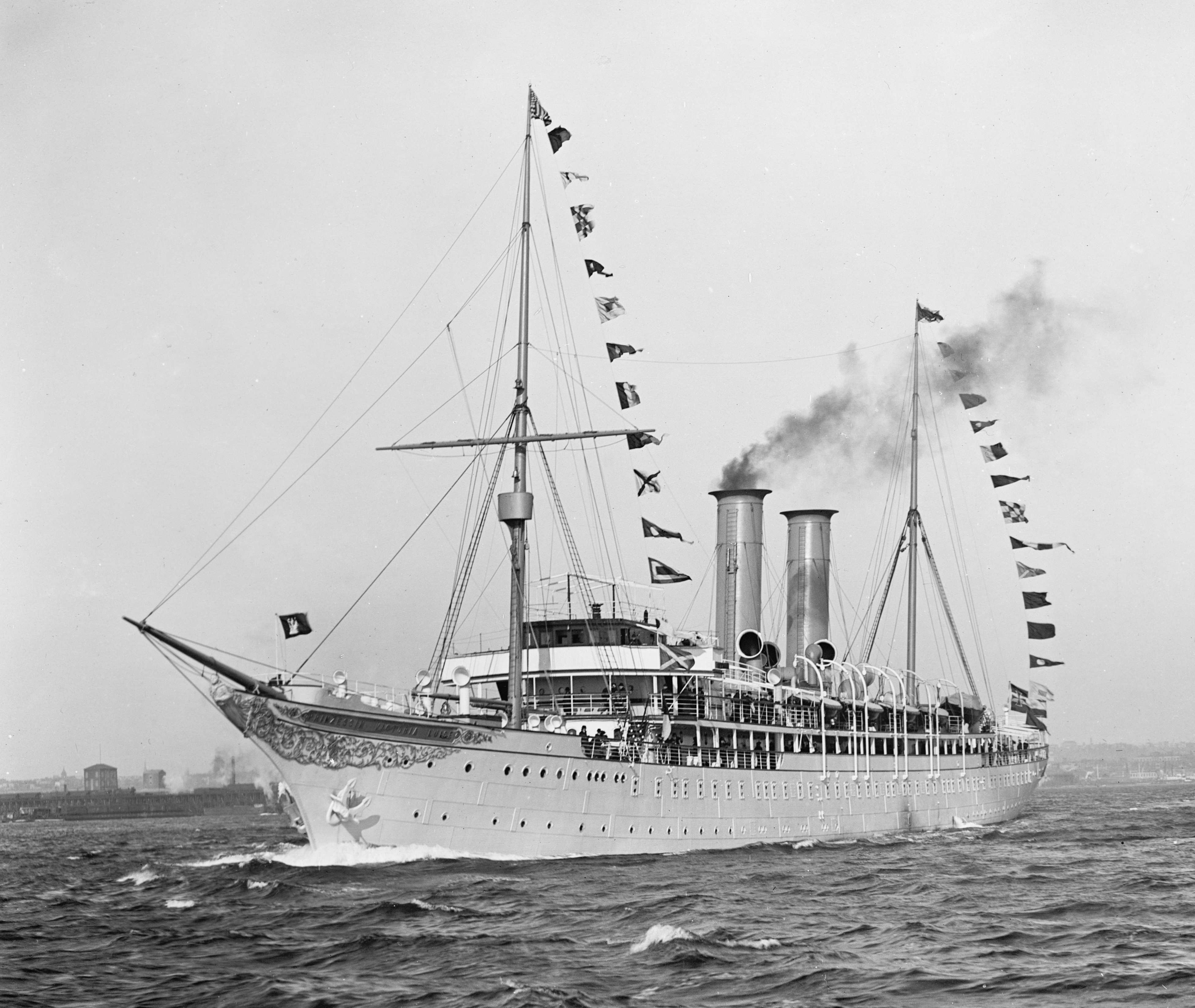
A világ első üdülőhajója, az SS Prinzessin Victoria Luise

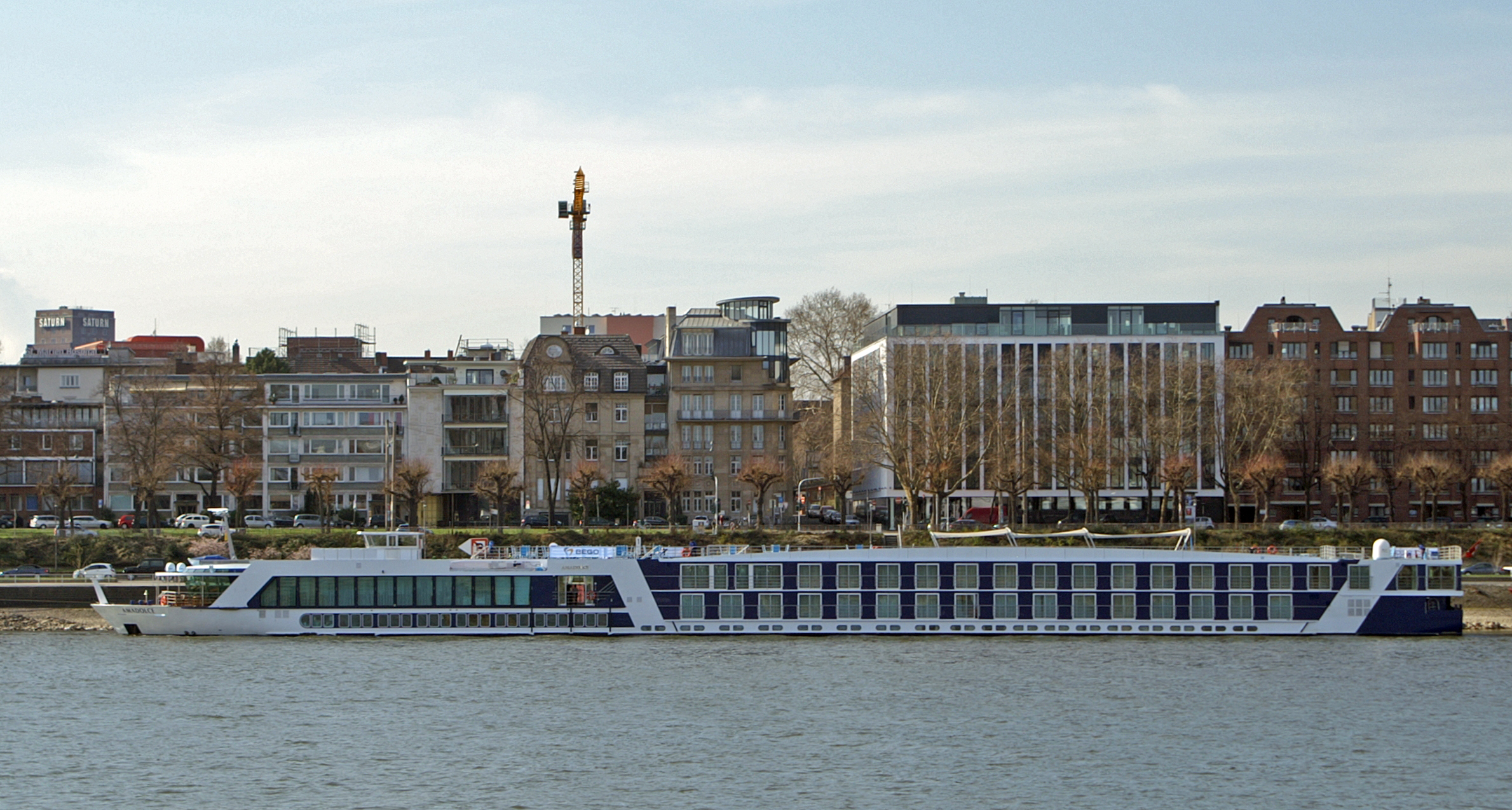
Az MS Amadolce nevű folyami szállodahajó a Rajnán, Kölnben

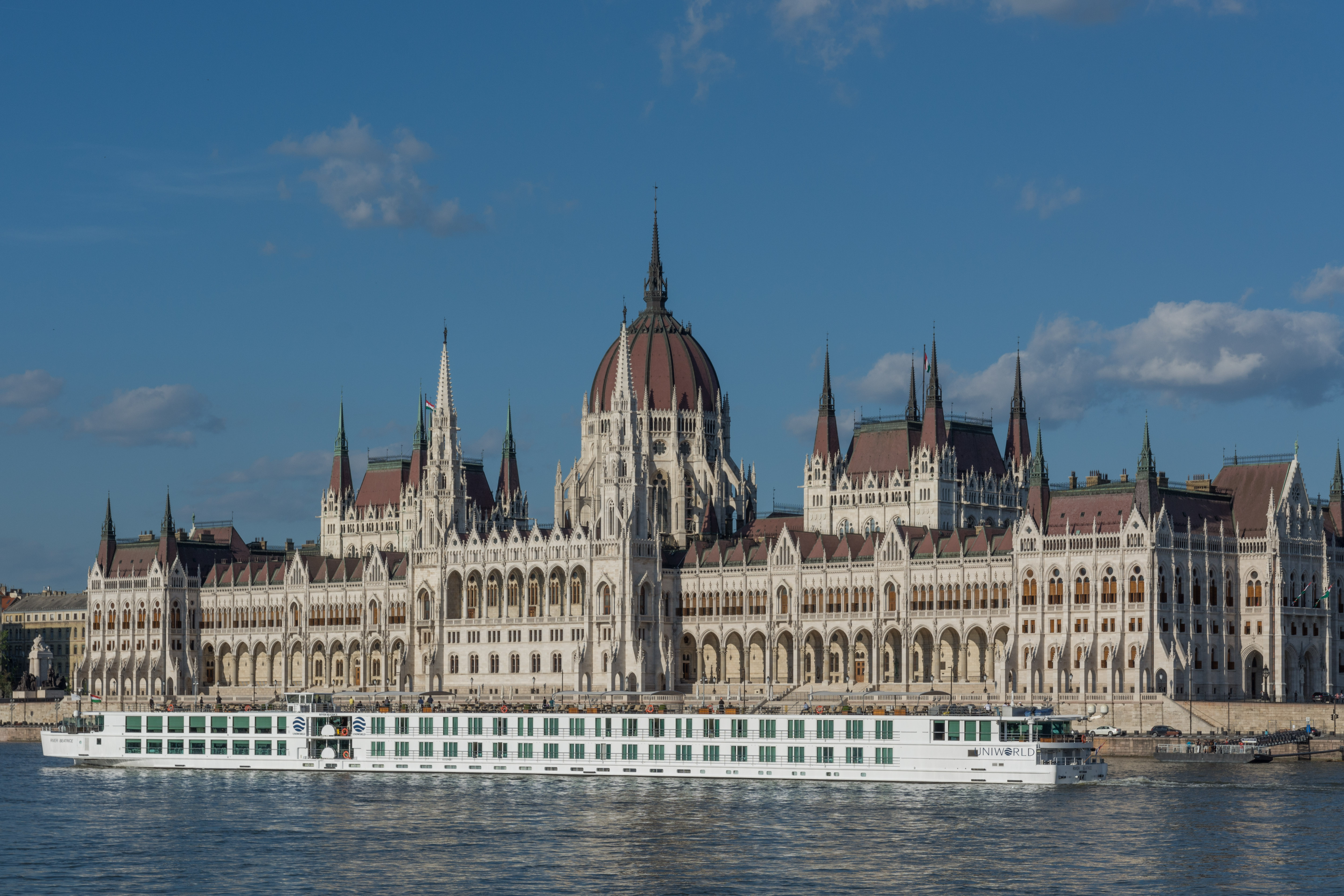
Az SS Beatrice nevű folyami szállodahajó budapesti Országház előtt

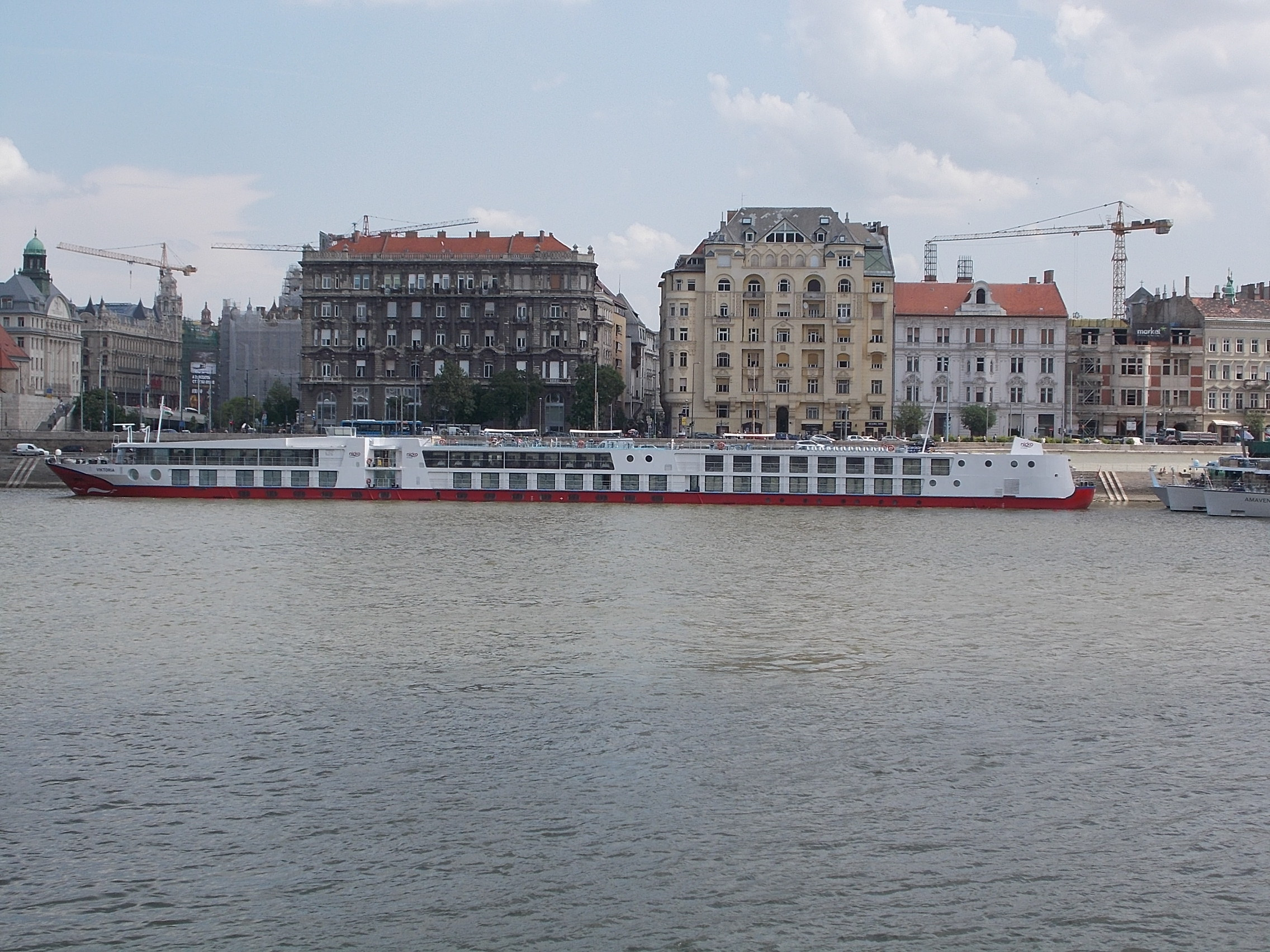
Az MS Viktoria nevű folyami szállodahajó a budapesti Belgrád rakparti Nemzetközi Hajóállomáson

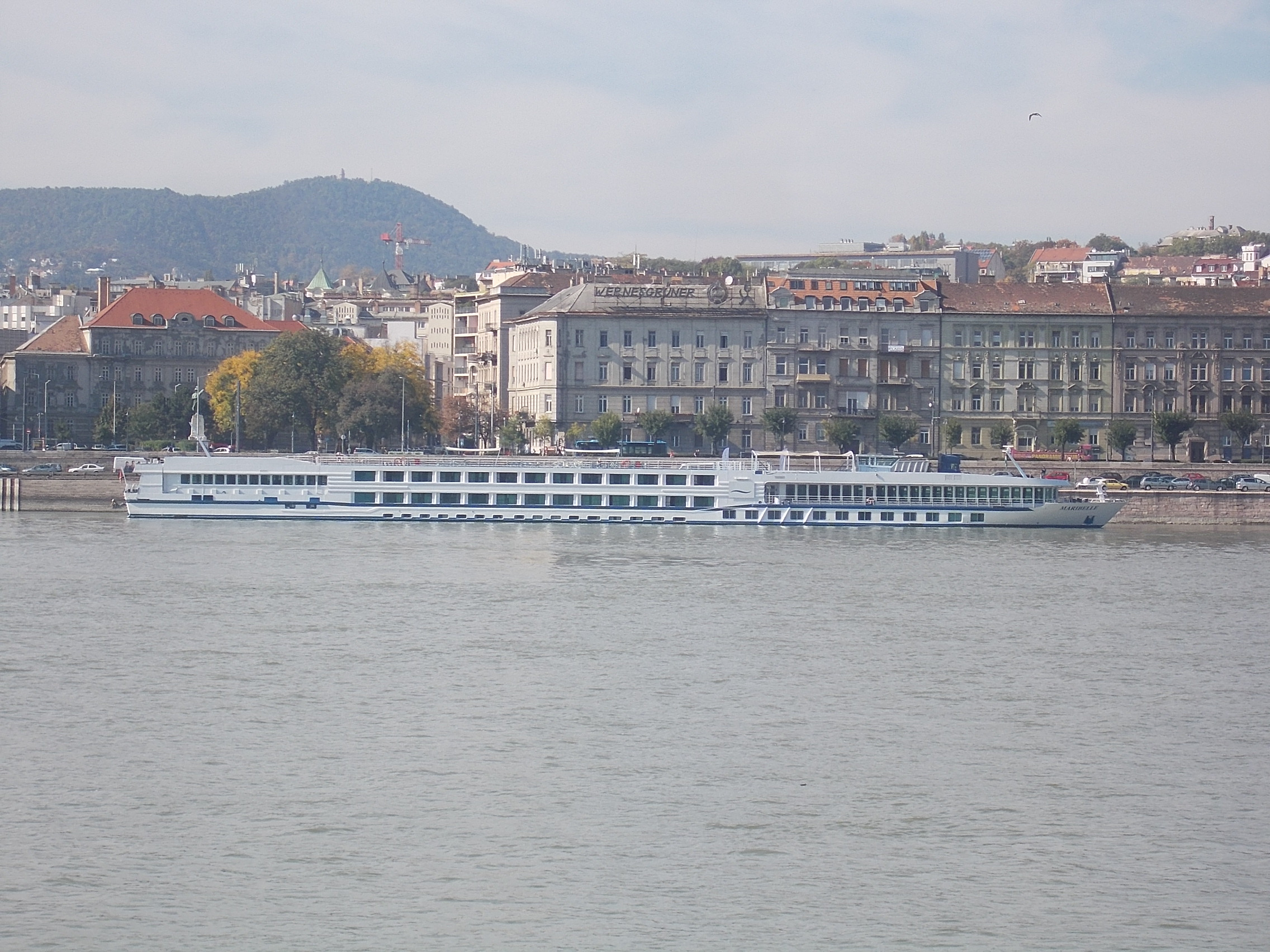
Az MS Crucubelle (ex MS Maribelle) nevű folyami szállodahajó a budapesti Bem téri hajóállomáson

### Tengerjárók
- SS Prinzessin Victoria Luise
- MV Wilhelm Gustloff
- MS Queen Elizabeth
- MS Queen Victoria
- Costa Concordia
- Costa Serena
- Costa Victoria
- Mein Schiff 1
- Mein Schiff 2
- Mein Schiff 3
- Mein Schiff 4
- Mein Schiff 5
- Mein Schiff 6
- Mein Schiff 7
- Mein Schiff 8 (építés alatt)
- MS Statendam
- MS Freedom of the Seas
- MS Oasis of the Seas
- MS Allure of the Seas
- MS Symphony of the Seas
- AIDAdiva
- AIDAluna
- Disney Magic

### Folyami hajók
A tengeri hajókkal és az óceánjárókkal szemben a méreteiket behatárolja a hidak mellett a vízierőművek és a csatornák zsilipeinek befogadóképessége.
- MS Amadolce
- MS Amacerto
- MS Amaviola
- MS Fidelio
- MS Crystal Mozart
- MS Treasures
- MS A'Rosa Riva
- MV Viking Sigyn

## Külső hivatkozások
- Nagy Attila Károly - Ezek a hajók kerülgetik egymást Budapesten (Index.hu, 2019.07.12.)
- Csurgó Dénes - Több mint 3 ezer szállodahajó járja a Dunát évente (Index.hu, 2019.05.30.)

## Fordítás
- Ez a szócikk részben vagy egészben  a   Cruise ship című angol Wikipédia-szócikk ezen változatának fordításán alapul.  Az eredeti cikk szerkesztőit annak laptörténete sorolja fel. Ez a jelzés csupán a megfogalmazás eredetét és a szerzői jogokat jelzi, nem szolgál a cikkben szereplő információk forrásmegjelöléseként.